# Devihosur, Haveri
Devihosur là một làng thuộc tehsil Haveri, huyện Haveri, bang Karnataka, Ấn Độ.